# 만트라

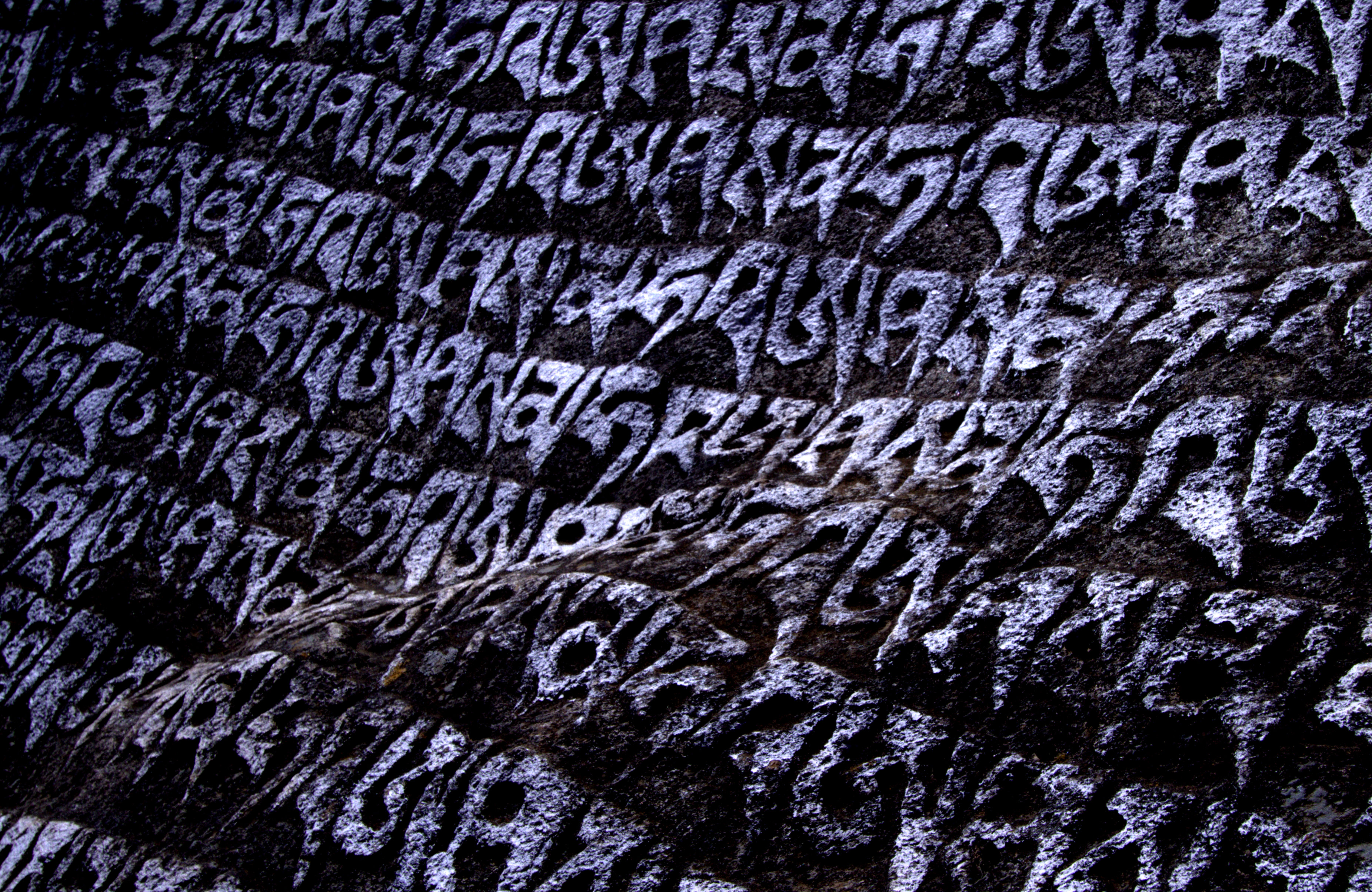

만트라(데바나가리: मन्त्र Mantra, 티베트어: སྔགས་ ngak, 와일리 표기: sngags), 만트람(Mantram) 또는 진언(眞言: 참된 말, 진실한 말, 진리의 말)은 "영적 또는 물리적 변형을 일으킬" 수 있다고 여겨지고 있는 발음, 음절, 낱말 또는 구절이다. 밀주(密呪) 또는 다라니(陀羅尼)라고도 한다. 만트라의 용도와 종류는 해당 만트라를 사용하는 종교 및 철학 학파에 따라 서로 다르다.

## 불교적 관점
미국의 저명한 위파사나 명상 전문가인 잭 콘 필드 (Jack Kornfield) 에 따르면,
"팔라에서 만트라를 사용하거나 특정 어구를 반복하는 것은 테라 바다 (Theravada) 전통에서 매우 흔한 명상의 형태이다. 단순한 만트라는 부처의 이름 인"Buddho "의 반복을 사용한다 [Buddho는 실제로는 이름]을 사용하거나 커뮤니티 인 "담마 (Dhamma)"또는 "Sangha (Sangha)"를 만트라 단어로 사용 한다. 기타 사용된 만트라는 사랑스런 친절을 키우는 방향으로 마음에 주문을 외우는 것이다. 일부 만트라는 "모든 것을 의미하는" 다른 진언은 "어서 가라"라는 구와 함께 마음속의 평상심을 키우는 데 사용된다.
만트라 연습은 명상 호흡과 결합되어 평안과 집중력을 키울 수 있도록 호흡과 호흡을 동시에 요구 한다. 만트라 명상은 평신도들에게 특히 인기가 있다. 다른 기본적인 집중력 운동과 마찬가지로, 그것은 단순히 마음에 사용되거나, 만트라가 각자의 인생이 어떻게 전개되는지에 대한 관찰의 초점이되는 통찰력을 현실속에서 실행을 위한 기초 일 수도 있고, 욕심과 욕망에서 벗어나도록 풀어주는 데 도움이 될 수도 있다.

## 같이 보기
- 다라니 (종교)(영어판)
- 신묘장구대다라니경(en:Nīlakaṇṭha Dhāraṇī, 'Great Compassion Mantra')
- 가야트리 만트라